# هاينريش غوستاف أدولف إنغلر
هاينريش غوستاف أدولف إنغلر (1844-1930) (بالإنجليزية: Heinrich Gustav Adolf Engler)‏ هو عالم نبات ألماني.

## نباتات وصفها أدولف إنغلر
- أنثوري ذهبي
- أوجينيا أفزلية
- برغنية ستراشية
- برغنية مسترجنة
- بلاذر راتينجي
- بلاذر عملاق
- بورسيرة إسفينية
- بورسيرة باسقة
- بورسيرة بيضاوية الأوراق
- بورسيرة جرداء الأوراق
- بورسيرة رمادية
- بورسيرة ريشية ثنائية
- بورسيرة سنانية الأوراق
- بورسيرة كبيرة الأزهار
- بورسيرة مكنسية
- بياروم بيرامي
- بياروم شتراوسي
- بياروم كردي
- بياروم متغضن
- بياروم مميز
- جبورندي ريدلياني
- جبورندي عملاق
- جزر هوشستتري
- جفبلار حلو
- جفبلار سنمي
- حور بهشي الأوراق
- خلنج حرجي
- ديسقوريا رجل الفيل
- سرخس رايتي
- شينوسية بالنسية
- شينوسية برازيلية
- شينوسية لورنتزية
- شينوسية مميزة الحواف
- غرسنية أفزلية
- قمبريط موزمبيقي
- كاسر الحجر الأندرسوني
- كاسر الحجر القاتم
- كلنكوة باومية
- كلنكوة ستولمانية
- كلوزية أرجوانية
- كيكوال ساحلي
- كيكوال موسيندي الزهر
- لبان أنيق
- لبان روسبولي
- لبان ريفاي
- لبان هلدبرندي
- لبان هولستي
- لوف سنتنيسي
- ميس أدولفي فردريكي
- ميس برانتلي
- ميس زنكري
- هليلج دويري
- هليلج رخو الأزهار
- هليلج رفيع السنابل
- هليلج ستولماني
- هليلج شوكي
- يطروفة خوخية الأوراق

## روابط خارجية
- هاينريش غوستاف أدولف إنغلر على موقع الموسوعة البريطانية (الإنجليزية)